# Heel (catch)
 (juillet 2025).
Si vous disposez d'ouvrages ou d'articles de référence ou si vous connaissez des sites web de qualité traitant du thème abordé ici, merci de compléter l'article en donnant les références utiles à sa vérifiabilité et en les liant à la section « Notes et références ».
Pour les articles homonymes, voir heel.
Le mot heel au catch désigne le « méchant », l'antagoniste, des storylines et rivalités entre catcheurs sur ou autour d'un ring de catch. C'est l'opposé du face (beau en français), le « gentil », il passe son temps à provoquer les huées des spectateurs, que ce soit en trichant, en méprisant le public ou l'arbitre, ou encore en écrasant un adversaire à domicile. L'objectif in fine de la chose est double : 
1. unifier et fortifier la réaction du public en concentrant les acclamations sur son adversaire ;
2. offrir un exutoire au public présent en lui permettant de huer, conspuer voire insulter son personnage dans le but d'évacuer sa frustration du quotidien.

Les termes et anglicismes mentionnés en italique sur cette page sont issus du champ lexical du monde du catch.

## Caractéristiques
Un heel (ou toc) habituellement :
- attaque ses adversaires à l'aide d'un style plus brutal : des coups et prises moins nombreuses mais portées avec force, là où le face privilégie la technique et la vélocité,
- ralentit le rythme de l'action lorsqu'il la domine, et ainsi donne aux lutteurs (ainsi qu'au public lorsque la foule est séduite) du temps de repos,
- emploie à dessein les coups de poing fermés (interdits au catch) au nez de l'arbitre,
- remporte ses victoires en trichant : attaques avec armes, attaques illégales, en attaquant à plusieurs,
- joue avec l'arbitre : feignant la gentillesse par-devant lui, allant jusqu'à lui supplier de ne pas le disqualifier devant lui, puis redevenant vicieux une fois que l'officiel lui tourne le dos, trahissant sa parole.
- accepte mal la défaite, frappant ses adversaires après le match, cette fois-ci sans disqualification possible.
- attaque personnellement le face dans les coulisses, voire chez lui ou même à l'hôpital, s'en prenant s'il le faut à ses proches non catcheurs.
- recourt à l'aide (pour tricher ou distraire l'arbitre) de valets, manager ou alliés.
- insulte ou provoque les fans, pouvant aller jusqu'à piétiner le drapeau local.
- attaque également le personnel non catcheur au besoin.
- utilise des tombés illégaux en utilisant les cordes.
- emploie les prises favorites ou de finition du face pour le provoquer, l'humilier ou briser son égo.
- fait exprès de perdre ses matchs par décompte extérieur ou par disqualification lorsqu'il est champion, et ainsi éviter de perdre sa ceinture en perdant par tombé ou par soumission.

## Types deheel

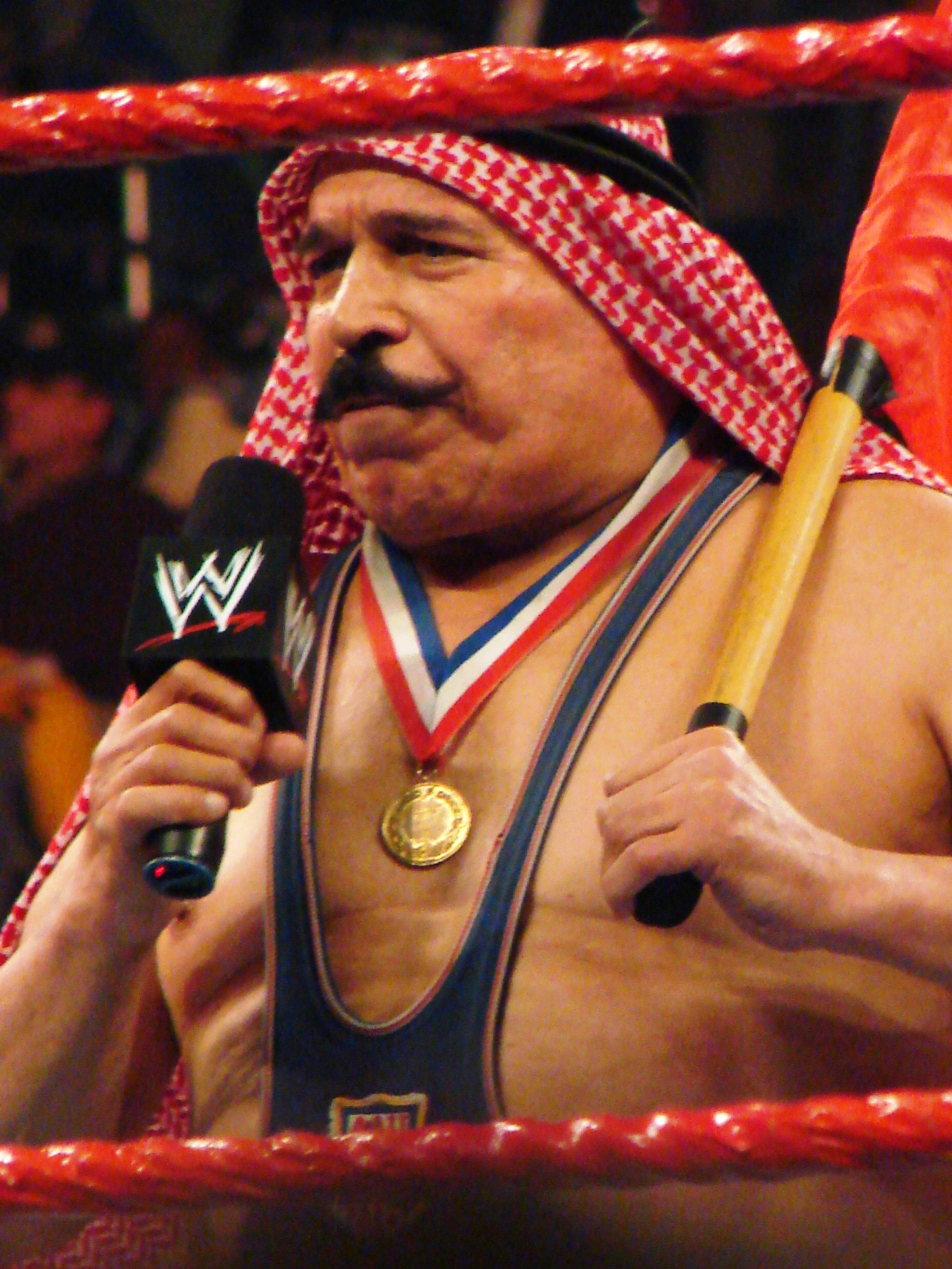
Iron Sheik, qui joua le rôle d'un étranger anti-américain.

### L'étranger anti-américain
À la World Wrestling Entertainment, beaucoup de catcheurs non originaires des États-Unis ont été amenés à jouer le rôle du méchant immigré, ingrat avec sa terre d'accueil. Depuis des décennies, Russes, Anglais, Canadiens, Français se sont succédé sur les rings américains avec un gimmick de ce type, plus ou moins raciste et stéréotypé, insultant les fans américains et profanant leur drapeau. Le public outre-atlantique adore huer ce genre de personnages et scande souvent « USA, USA ! » en retour afin d'encourager l'adversaire du jour, souvent un favori des foules, un champion en titre ou un face patriote.
Le gimmick, même sans le drapeau aux 50 étoiles, fonctionne assez facilement et ne nécessite qu'assez de nerfs et d'expérience à son porteur pour fonctionner. Elle est régulièrement employée, y compris sur le circuit indépendant, fournissant assez facilement la cheap heat nécessaire à un lutteur en manque de popularité et ce sans risques pour la promotion.

### Le fou
Ce sont des catcheurs dangereux et fous qui attaquent d'autres catcheurs sans raison, juste pour le plaisir de faire mal. La folie justifie ou non le tempérament, mais doit être particulièrement prononcée pour permettre au gimmick de fonctionner.

### Le monstre invincible
Ce gimmick est idéal pour les catcheurs au physique hors normes, mais peu doués pour les interviews et la lutte pure. Grand et fort, le monstre détruit ses adversaires, des équipements ou même des personnes innocentes juste pour le plaisir de faire mal ou pour calmer sa furie. Ce sont des squashers parfois incontrôlables, font peur à une majorité des catcheurs et surtout au public. Ils blessent (legit ou non) leurs adversaires.

### Le traître
Aux États-Unis, lorsqu'un catcheur se retourne contre son pays, il est considéré comme un traître par le public, par exemple lorsqu'un catcheur américain s'allie avec un catcheur d'une autre nationalité, et particulièrement avec un heel anti-américain. Ceci est également valable au Japon : si les catcheurs s'allient avec des Américains contre d'autres catcheurs japonais, ils sont aussi considérés comme des traîtres.
Le gimmick ne fonctionnerait pas, cependant, sans construction préalable : la meilleure combinaison induit un face patriote plutôt établi trahissant son pays en s'alliant à un antipatriote déjà lui-même rompu à la bronca du public.

### Le délinquant
Au catch, le délinquant est un catcheur qui agit avec violence, moquerie, vulgarité et vandalisme sur les autres catcheurs. Parfois, il impose sa loi aux autres catcheurs. Il existe aussi des clans et équipes de délinquants, qui en général fonctionnent mieux, à l'instar des loups en meute par rapport aux loups solitaires.

### L'égoïste
L'égoïste est un catcheur lâche, égoïste et arrogant. Il ne pense qu'à lui et se croit supérieur aux autres. Certains d'entre eux à adjoignent la lâcheté, fuyant quand ils se sentent en danger. Cela facilite, paradoxalement, la réussite du gimmick car elle illustre mieux le personnage aux yeux du public et facilite les huées.

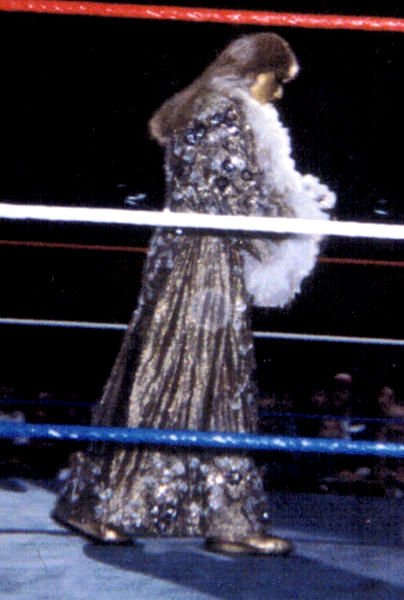
Goldust, à l'apogée de son époque bizarre (en 1995)

### Le bizarre
C'est un rôle très complexe puisqu'il s'agit d'un rôle de personnage tellement étrange et hors du commun qu'il en est détesté du public. L'attrait de ce personnage est de n'essayer à aucun moment de donner une raison ou d'expliquer sa bizarrerie : Au contraire, ils restent volontairement dans le vague. Goldust en est un exemple.

### Le méchant populaire et les méchants indestructibles
« Méchant populaire » signifie qu'un heel (n'importe quel type de heel) est acclamé par le public bien qu'il soit méchant. Dans la majorité des cas, ces catcheurs étaient des faces (« gentils ») ayant fait un heel turn, ou détenant un palmarès glorieux (exemple: Charlotte Flair à la WWE. Bien qu'étant heel, le public l'acclame  en respect du palmarès et du passif du lutteur, ce qui ne bloque pas le booking pour autant). Les méchants indestructibles sont des catcheurs qui gagnent généralement leurs combats et sont champions assez souvent.

### Le comique
Le comique est là pour tricher (en tant que heel), mais également pour faire rire le public ce qui « adoucit » leur personnalité et les rapproche des spectateurs, même si certains sont tout de même malaimés. Doink a été un modèle de heel comique à succès, même sans faire rire le public.

## Heel turn
Un heel turn désigne le changement de personnalité (turn)  d'un catcheur censé être un « gentil » (Face) en « méchant » (heel).
Soumis à une nécessité créative (booking) ou scénaristique (storyline), un turn permet de revitaliser un lutteur, une storyline ou une rivalité en perte de vitesse prématurée, ou encore — pour les grosses structures organisant des évènements — de créer la surprise lors de ceux-ci, incitant ainsi les spectateurs n'ayant pas assisté à (et donc payé) l'évènement à revenir sur celui-ci pour comprendre ce qu'il s'y est passé.
Le catcheur le plus représentatif actuellement d'un Heel Turn, est John Cena. En effet, après avoir annoncé sa tournée d'adieu, en anglais: Farewell Tour, qui comprend 36 dates (dont Lyon le 29 Août 2025), il nous dévoile de lui, assez rapidement, un autre visage, plus méchant de lui-même. Il aurait voulu déjà faire ce Heel Turn, il y a quelque temps, mais ça n'aurait pas aussi bien fonctionné que lors de cette tournée d'adieu.
Il se lance alors en rivalité avec comme catcheurs principaux : CM Punk, Ron "R-Truth" Killings, Randy Orton, Cody Rhodes ainsi qu'envers l'Univers et la WWE compagnie.

## Face Turn
Un face turn désigne le fait qu'un catcheur censé être un « méchant » (heel) change de personnalité (turn) pour devenir un « gentil » (face). Cela se passe souvent par un acte de revanche contre les agressions d'un autre heel. Les usages créatifs ou scénaristiques des face turns sont identiques à ceux des heel turns.